# Louis (évêque de Sion)
Louis, mort un 13 mai entre 1060 et plus probablement 1162, est un prince-évêque de Sion, du milieu du XIIe siècle.

## Biographie

### Origines
Les origines et la date de naissance de Louis ne sont pas connues, voire « incertaines ».
L'abbé et historien Jean Gremaud en faisait un éventuel membre de la famille de Granges, toutefois l'historien Maxime Reymond (1893) a réfuté cette hypothèse. Ce dernier l'apparente par contre à la famille de Grandson,,.
Reymond (1893) fait d'un Louis de Grandson qui apparaît comme signataire dans des actes concernant l'abbaye de Romainmôtier, entre 1126 et 1130, ainsi qu'un Louis chanoine et doyen de Lausanne, vers 1140, le même personnage qu'il associe à l'évêque,.

### Épiscopat
Louis est mentionné pour la première fois dans la documentation comme évêque de Sion, le 24 novembre 1150,. Il est témoin lors d'une donation par le comte de Savoie, Humbert III à l'abbaye Saint-Maurice d'Agaune,. Il succède à Guérin.
Il mène une politique d'affirmation de son pouvoir temporel face aux Zähringen.
Lors de la mort du pape Adrien IV, en 1159, l'élection du nouveau pape débouche sur une double élection avec le pape officiel Alexandre III et Victor IV, antipape et candidat de l'empereur Frédéric Barberousse. Louis prend « ouvertement » le parti de l'empereur et s'engage aux côtés de l'antipape Victor IV. Le schisme de l'antipape se terminera en 1164.
Entre sa nomination et 1154, il rend l'église Saint-Maurice d'Aigle, après l'avoir prise au monastère de Saint-Maurice d'Agaune et sous l'intervention du pape, à Saint-Martin d'Ainay (Lyonnais),.
En avril 1157, il intervient en tant qu'arbitre dans un différend opposant Saint-Maurice d'Agaune à Guillaume de La Tour.
En novembre 1158, il participe à la diète impériale de Roncaglia (Émilie-Romagne), considérée comme antipapale, convoquée par l'empereur Frédéric Barberousse,,. 
Il apparaît comme témoin dans une renonciation de biens de la part des frères de Vulliens en faveur du monastère de Hautcrêt, toutefois l'acte est non daté. Les historiens le placent l'évènement au cours de l'année 1162.

### Mort et succession
Selon la notice du Dictionnaire historique de la Suisse, il meurt « probablement en 1162 ». La notice de l'Helvetia Sacra précise le jour du 13 mai, reprenant ainsi Reymond (1893). Ce dernier indiquait qu'il « mourut un 13 mai avant le 18 mars 1163, c'est-à-dire en 1160, 1161 ou 1162 ».
Amédée de La Tour, doyen de Sion, succède à Louis à partir de 1162, après le 7 septembre, sur le siège épiscopal.
Ce dernier s'adresse au pape Alexandre III afin de se plaindre de plusieurs irrégularités de son prédécesseurs. Le pape répond par bulle du 18 mars 1163 à propos de certaines aliénations d'églises — Martigny ; Liddes ; Orsières ; Sembrancher — que l'évêque Louis aurait faites au profit du Mont-Joux,. Les historiens François-Olivier Dubuis et Antoine Lugon relève cependant que « le pontife romain considère avec une prudente circonspection les informations qui lui ont été données » et qu'il renvoie le nouvel évêque de Sion vers son métropolitain, l'archevêque de Tarentaise. Cinq ans plus tard, Amédée de La Tour reconnaît avoir « mal agi en molestant l'hospitalière maison du Mont-Joux, refuge des pauvres. »